# T27装甲車
T27装甲車（T27 armored car）とは、1944年、スチュードベーカー社がアメリカ陸軍向けに開発・試作した装甲車である。T27は8輪を装備しており、第一、第二、第四組の車輪が動力を配分されていた。T27の乗員は4名であり、兵装は.30口径の機関銃を2挺、37mm砲を1門備えた。T27の動力にはキャデラック製8気筒ガソリンエンジンを用い、1944年に2輌が製造された。
T27装甲車の量産は、競作された車輌であるシボレーのT28装甲車が好まれたことにより撤回された。